# Saison 2011 du Fighting Irish de Notre Dame
Chronologie
Précédent Suivant
La saison 2011 du Fighting Irish de Notre Dame est le bilan de l'équipe de football américain du Fighting Irish de Notre Dame qui représente l'Université de Notre-Dame-du-Lac dans le Championnat NCAA de football américain 2011 du FBS organisé par la NCAA et ce en tant qu'équipe indépendante. 
Elle joue ses matchs à domicile au Notre Dame Stadium et est dirigée pour la 2e saison consécutive par l'entraîneur Brian Kelly.

## Avant-saison

### Saison 2010
L'équipe de 2010 termine la saison régulière avec un bilan de 7 victoires et 5 défaites. Elle est sélectionnée pourdisputer le Sun Bowl du 30 décembre 2010 remporté contre Miami sur le score de 31 à  17.

### Draft 2011 de la NFL
Un seul joueur de Notre Dame a été sélectionné lors de la draft 2011 de la NFL.
| Tours | Choix numéro | Joueurs      | Postes | Équipes           |
| ----- | ------------ | ------------ | ------ | ----------------- |
| 2     | 43           | Kyle Rudolph | TE     | Minnesota Vikings |

### Transferts sortants
La star Kyle Rudolph (tight end) choisi de ne pas effectuer sa dernière année en NCAA et se présente à la draft 2011 de la NFL.
L'équipe perd également un nombre important de seniors incluant le defensive lineman de 4°m année Ian Williams, les linebackers Kerry Neal et Brian Smith, le cornerback Darrin Walls, les running backs Robert Hughes (en) et Armando Allen, le wide receiver Duva Kamara, les offensive linemen Matt Romine and Chris Stewart, tous gradués.
Le redshirt junior quaterback Nate Montana quitte le programme début février 2011 et est transféré à l'Université du Montana. Le junior guard Alex Bullard retourne vers sa ville natale pour jouer avec Tennessee, arguant le désir de retourner vivre près de sa famille après le décès d'un de ses membres.

### Changements d'entraîneurs
Kevin Cooks reprend le poste d'entraineur des cornerbacks après avoir été celui des outside inebackers en 2010. Bob Diaco, coordinateur défensif, reprend la gestion de l'ensemble des linebackers (en 2010 il ne faisait que les inside linebackers). Chuck Martin s'occupera lui des safeties ainsi que du rôle de coordinateur du programme de recrutement.

### Classe de recrutement
Pour sa seconde classe, Brian Kelly reçoit 23 engagements incluant 5 joueurs cinq-étoiles : le defensive end Aaron Lynch, l' outside linebacker Ishaq Williams, l' offensive lineman Brad Carrico, le quarterback Everett Golson, et le kicker Kyle Brindza.

## Ėquipe
Tactiques utilisées : 
- Défense : 4-3 Multiple
- Attaque : Spread Offense

Capitaines d'équipe :
- Harrison Smith (S)

Classements en fin de saison 2011 (Bowl compris) :
- AP : Non classée
- Coaches : Non classée

Bilan en fin de saison :
- Victoires : 8
- Défaites : 4
- Nuls : 0
- Éligible pour un bowl : oui, invitée à jouer le Champs Sports Bowl (défaite 14 à 18 contre FSU)

### Staff[3]
| Noms           | Postes                                       | Ancienneté à Notre Dame | Alma Mater (Année)        |
| -------------- | -------------------------------------------- | ----------------------- | ------------------------- |
| Brian Kelly    | Entraîneur                                   | 2e                      | Assumption (1982)         |
| Bob Diaco      | Defensive coordinator and linebackers        | 2e                      | Iowa (1995)               |
| Charley Molnar | Offensive coordinator and quarterbacks       | 2e                      | Lock Haven (1984)         |
| Ed Warriner    | Offensive line                               | 2e                      | Mount Union (1984)        |
| Mike Denbrock  | Tight ends                                   | 2e                      | Grand Valley State (1987) |
| Tony Alford    | Wide receivers                               | 3e                      | Colorado State (1992)     |
| Tim Hinton     | Running backs                                | 2e                      | Wilmington (1982)         |
| Chuck Martin   | Safeties and recruiting coordinator          | 2e                      | Millikin (1990)           |
| Mike Elston    | Defensive line and special teams coordinator | 2e                      | Michigan (1998)           |
| Kerry Cooks    | Cornerbacks                                  | 2e                      | Iowa (2000)               |
| Paul Longo     | Strength and conditioning                    | 2e                      | Wayne State (1981)        |

## Résultats
| Saison Régulière 2011                                                                      |              |                                                              |                    |           |              |                    |             |
| Semaines                                                                                   | Dates        | Stades                                                       | Adversaires        | Résultats | Statistiques | Ranking AP/Coaches | Assistances |
| 1                                                                                          | 3 septembre  | Notre Dame Stadium                                           | South Florida      | P 20-23   | 0-1          | # 16/18            | 80.795      |
| 2                                                                                          | 10 septembre | Michigan Stadium Ann Arbor, MI (Rivalité)                    | @ Michigan         | P 31-35   | 0-2          | NC                 | 114.804     |
| 3                                                                                          | 17 septembre | Notre Dame Stadium                                           | #15 Michigan State | G 31-13   | 1-2          | NC                 | 80.795      |
| 4                                                                                          | 24 septembre | Heinz Field Pittsburgh, PA                                   | @ Pittsburgh       | G 15-12   | 2-2          | NC                 | 65.050      |
| 5                                                                                          | 1er octobre  | Ross–Ade Stadium West Lafayette, Indiana (Shillelagh Trophy) | @ Purdue           | G 38-10   | 3-2          | NC                 | 61.555      |
| 6                                                                                          | 8 octobre    | Notre Dame Stadium                                           | Air Force          | G 59-33   | 4-2          | NC                 | 80.795      |
| 7                                                                                          | 15 octobre   | Bye Week                                                     | Bye Week           | Bye Week  | Bye Week     | Bye Week           | Bye Week    |
| 8                                                                                          | 22 octobre   | Notre Dame Stadium (Jeweled Shillelagh, Rivalité)            | USC                | P 17-31   | 4-3          | NC                 | 80.795      |
| 9                                                                                          | 29 octobre   | Notre Dame Stadium                                           | Navy               | G 56-14   | 5-3          | NC                 |             |
| 10                                                                                         | 5 novembre   | BB&T Field Winston-Salem, NC                                 | @ Wake Forest      | G 24-17   | 6-3          | NC                 | 36.307      |
| 11                                                                                         | 12 novembre  | FedExField Landover, Maryland (Shamrock Series)              | @ Maryland         | G 45-21   | 7-3          | NC                 | 70.251      |
| 12                                                                                         | 19 novembre  | Notre Dame Stadium (Holy War)                                | Boston College     | G 16-14   | 8-3          | # 24/25            | 80.795      |
| 13                                                                                         | 26 novembre  | Stanford Stadium Stanford, Californie (Legends Trophy)       | @ #4 Stanford      | P 14-28   | 8-4          | # 23/24            | 50.360      |
| # x indique les ranking AP (Associated Press)/Coaches de l'équipe avant le début du match. |              |                                                              |                    |           |              |                    |             |
| Après-saison régulière                                                                     |              |                                                              |                    |           |              |                    |             |
| Match                                                                                      | Date         | Stade                                                        | Adversaire         | Résultat  | Statistique  | Ranking AP/Coaches | Assistance  |
| Champs Sports Bowl                                                                         | 29 décembre  | Citrus Bowl Orlando, Floride                                 | #25 Florida State  | P 14-18   | 8-5          | NC                 | 68.305      |
| Bilan de la saison : 8 victoires, 5 défaites                                               |              |                                                              |                    |           |              |                    |             |

## Classement final desIndépendants
| Classement 2010 des INDEPENDANTS |                              |    |   |   |         |               |
| Places                           | Équipes                      | G  | P | N | Bowls   | Stat. Finales |
| 1                                | Cougars de BYU               | 10 | 2 | 0 | G 24-21 | 10-3          |
| 2                                | Fighting Irish de Notre Dame | 8  | 4 | 0 | P 14-18 | 8-5           |
| 3                                | Midshipmen de la Navy        | 5  | 7 | 0 | -       | 5-7           |
| 4                                | Black Knights de l'Army      | 3  | 9 | 0 | -       | 3-9           |

## Résumés des matchs[4]
| - Stade : Notre Dame Stadium - Date : 3 septembre 2011 - Heures : 03:30 pm EDT - Température : 34 °C - Vent : d'Ouext à 10 km/h - Météo : Retards dus au mauvais temps - Assistance : 80 795 spectateurs - Arbitre : Dennis Hennigan | \| Quart-temps : \| 1 \| 2 \| 3 \| 4 \| Total \| \| ------------------- \| -- \| - \| - \| -- \| ----- \| \| Bulls \| 13 \| 3 \| 0 \| 7 \| 23 \| \| # 16 Fighting Irish \| 0 \| 0 \| 7 \| 13 \| 20 \| Notes : Gamebook |   |   |    |       |
| Quart-temps : | 1 | 2 | 3 | 4  | Total |
| Bulls | 13 | 3 | 0 | 7  | 23    |
| # 16 Fighting Irish | 0 | 0 | 7 | 13 | 20    |

| - Stade : Michigan Stadium, Ann Arbor, Michigan - Date : 10 septembre 2011 - Heures : 09:00 pm EST - Température : 15,5 °C - Vent : d'ESE à 6,5 km/h - Météo : Pluies éparses - Assistance : 114 804 spectateurs - Arbitre : Tom Tomczyk | \| Quart-temps : \| 1 \| 2 \| 3 \| 4 \| Total \| \| -------------- \| -- \| - \| - \| -- \| ----- \| \| Wolverines \| 0 \| 7 \| 0 \| 28 \| 35 \| \| Fighting Irish \| 14 \| 3 \| 7 \| 7 \| 31 \| Notes : Gamebook |   |   |    |       |
| Quart-temps : | 1 | 2 | 3 | 4  | Total |
| Wolverines | 0 | 7 | 0 | 28 | 35    |
| Fighting Irish | 14 | 3 | 7 | 7  | 31    |

| - Stade : Notre Dame Stadium - Date : 17 septembre 2011 - Heures : 03:30 pm EST - Température : 20 °C - Vent : de SE à 13 km/h - Météo : Ensoleillé - Assistance : 80 795 spectateurs - Arbitre : John O'Neill | \| Quart-temps : \| 1 \| 2 \| 3 \| 4 \| Total \| \| -------------- \| -- \| - \| - \| - \| ----- \| \| Spartans \| 3 \| 7 \| 0 \| 3 \| 13 \| \| Fighting Irish \| 14 \| 7 \| 7 \| 3 \| 31 \| Notes : Gamebook |   |   |   |       |
| Quart-temps : | 1 | 2 | 3 | 4 | Total |
| Spartans | 3 | 7 | 0 | 3 | 13    |
| Fighting Irish | 14 | 7 | 7 | 3 | 31    |

| - Stade : Heinz Field, Pittsburgh, PN - Date : 24 septembre 2011 - Heures : 03:10 pm EDT - Température : 18 °C - Vent : de NE à 3 km/kr - Météo : - Assistance : 65 050 spectateurs - Arbitre : John McDade | \| Quart-temps : \| 1 \| 2 \| 3 \| 4 \| Total \| \| -------------- \| - \| - \| - \| - \| ----- \| \| Panthers \| 3 \| 3 \| 6 \| 0 \| 12 \| \| Fighting Irish \| 0 \| 7 \| 0 \| 8 \| 15 \| Notes : Gamebook |   |   |   |       |
| Quart-temps : | 1 | 2 | 3 | 4 | Total |
| Panthers | 3 | 3 | 6 | 0 | 12    |
| Fighting Irish | 0 | 7 | 0 | 8 | 15    |

| - Stade : Ross-Ade Stadium, West Lafayette, Indiana - Date : 1er octobre 2011 - Heures : 08:00 pm EST - Température : 10 °C - Vent : de NNO à 6,4 km/h - Météo : Clair - Assistance : 61 555 spectateurs - Arbitre : Jerry McGinn | \| Quart-temps : \| 1 \| 2 \| 3 \| 4 \| Total \| \| -------------- \| -- \| - \| -- \| - \| ----- \| \| Boilermakers \| 0 \| 3 \| 0 \| 7 \| 10 \| \| Fighting Irish \| 14 \| 7 \| 14 \| 3 \| 38 \| Notes : Gamebook |   |    |   |       |
| Quart-temps : | 1 | 2 | 3  | 4 | Total |
| Boilermakers | 0 | 3 | 0  | 7 | 10    |
| Fighting Irish | 14 | 7 | 14 | 3 | 38    |

| - Stade : Notre Dame Stadium - Date : 8 octobre 2011 - Heures : 03:30 pm EDT - Température : 27 °C - Vent : de Sud à 14,5 km/h - Météo : Ensoleillé - Assistance : 80 795 spectateurs - Arbitre : Greg Burks | \| Quart-temps : \| 1 \| 2 \| 3 \| 4 \| Total \| \| -------------- \| -- \| -- \| - \| -- \| ----- \| \| Falcons \| 3 \| 13 \| 0 \| 17 \| 33 \| \| Fighting Irish \| 21 \| 21 \| 7 \| 10 \| 59 \| Notes : Gamebook |    |   |    |       |
| Quart-temps : | 1 | 2  | 3 | 4  | Total |
| Falcons | 3 | 13 | 0 | 17 | 33    |
| Fighting Irish | 21 | 21 | 7 | 10 | 59    |

| - Date : 15 octobre 2011 |

| - Stade : Notre Dame Stadium - Date : 22 octobre 2011 - Heures : 07:30 pm EST - Température : 2 °C - Vent : de sud à 5 km/h - Météo : Clair - Assistance : 80 795 spectateurs - Arbitre : Land Clark | \| Quart-temps : \| 1 \| 2 \| 3 \| 4 \| Total \| \| -------------- \| -- \| -- \| - \| - \| ----- \| \| Trojans \| 14 \| 3 \| 7 \| 7 \| 31 \| \| Fighting Irish \| 0 \| 10 \| 0 \| 7 \| 17 \| Notes : Gamebook |    |   |   |       |
| Quart-temps : | 1 | 2  | 3 | 4 | Total |
| Trojans | 14 | 3  | 7 | 7 | 31    |
| Fighting Irish | 0 | 10 | 0 | 7 | 17    |

| - Stade : Notre Dame Stadium - Date : 29 octobre 2011 - Heures : 03:30 pm EDT - Température : 12 °C - Vent : de NO à 26 km/h - Météo : Partiellement ensoleillé - Assistance : 80 795 spectateurs - Arbitre : Ron Cherry | \| Quart-temps : \| 1 \| 2 \| 3 \| 4 \| Total \| \| -------------- \| -- \| -- \| - \| -- \| ----- \| \| Midshipmen \| 0 \| 7 \| 0 \| 7 \| 14 \| \| Fighting Irish \| 14 \| 21 \| 7 \| 14 \| 56 \| Notes : Gamebook |    |   |    |       |
| Quart-temps : | 1 | 2  | 3 | 4  | Total |
| Midshipmen | 0 | 7  | 0 | 7  | 14    |
| Fighting Irish | 14 | 21 | 7 | 14 | 56    |

| - Stade : BB&T Field, Winston-Salem, NC - Date : 5 novembre 2011 - Heures : 08:00 pm EST - Température : 6,7 °C - Vent : de NNE à 8 km/h - Météo : Clair - Assistance : 36 307 spectateurs - Arbitre : Dennis Hennigan | \| Quart-temps : \| 1 \| 2 \| 3 \| 4 \| Total \| \| -------------- \| -- \| - \| -- \| - \| ----- \| \| Demon Deacons \| 10 \| 7 \| 0 \| 0 \| 17 \| \| Fighting Irish \| 10 \| 0 \| 14 \| 0 \| 24 \| Notes : Gamebook |   |    |   |       |
| Quart-temps : | 1 | 2 | 3  | 4 | Total |
| Demon Deacons | 10 | 7 | 0  | 0 | 17    |
| Fighting Irish | 10 | 0 | 14 | 0 | 24    |

| - Stade : FedEx Field, Landover, MD - Date : 12 novembre 2011 - Heures : 07:30 pm EST - Température : 10,5 °C - Vent : de dus à 1,6 km/h - Météo : Clair - Assistance : 70 251 spectateurs - Arbitre : Tom Tomczyk | \| Quart-temps : \| 1 \| 2 \| 3 \| 4 \| Total \| \| -------------- \| -- \| -- \| -- \| -- \| ----- \| \| Terrapins \| 0 \| 7 \| 0 \| 14 \| 21 \| \| Fighting Irish \| 10 \| 14 \| 14 \| 7 \| 45 \| Notes : Gamebook |    |    |    |       |
| Quart-temps : | 1 | 2  | 3  | 4  | Total |
| Terrapins | 0 | 7  | 0  | 14 | 21    |
| Fighting Irish | 10 | 14 | 14 | 7  | 45    |

| - Stade : Notre Dame Stadium - Date : 19 novembre 2011 - Heures : 04:00 pm EST - Température : 10,5 °C - Vent : 32 km/h - Météo : Nuageux et rafales de vent - Assistance : 80 795 spectateurs - Arbitre : Brad Allen | \| Quart-temps : \| 1 \| 2 \| 3 \| 4 \| Total \| \| ------------------- \| -- \| - \| - \| - \| ----- \| \| Eagles \| 0 \| 7 \| 0 \| 7 \| 14 \| \| # 24 Fighting Irish \| 10 \| 3 \| 0 \| 3 \| 16 \| Notes : Gamebook |   |   |   |       |
| Quart-temps : | 1 | 2 | 3 | 4 | Total |
| Eagles | 0 | 7 | 0 | 7 | 14    |
| # 24 Fighting Irish | 10 | 3 | 0 | 3 | 16    |

| - Stade : Stanford Stadium, Stanford, Californie - Date : 19 novembre 2011 - Heures : 08:00 pm EST - Température : 14,5 °C - Vent : de nord à 6,5 km/h - Météo : Partiellement nuageux - Assistance : 50 360 spectateurs - Arbitre : John Mcdaid | \| Quart-temps : \| 1 \| 2 \| 3 \| 4 \| Total \| \| ------------------- \| - \| -- \| - \| - \| ----- \| \| Cardinal \| 7 \| 14 \| 0 \| 7 \| 28 \| \| # 23 Fighting Irish \| 0 \| 0 \| 7 \| 7 \| 14 \| Notes : Gamebook |    |   |   |       |
| Quart-temps : | 1 | 2  | 3 | 4 | Total |
| Cardinal | 7 | 14 | 0 | 7 | 28    |
| # 23 Fighting Irish | 0 | 0  | 7 | 7 | 14    |

## Champs Sports Bowl
À l'issue de la saison régulière 2011, le Fighting Irish est éligible pour disputer un bowl et accepte l'invitation à rencontrer, le 29 décembre 2011, au Citrus Bowl d'Orlando en Floride pour la 22e édition du Champs Sports Bowl, l'équipe issue de l'Atlantic Coast Conference, les Seminoles de Florida State.
Le match est déjà sold-out le 7 décembre 2011, ce qui est une première pour le bowl.
Il s'agit de la seconde participation de FSU au bowl tandis qu'il s'agit d'une première pour Notre Dame.
Le match est retransmis sur ESPN et ESPN 3D.
Les deux équipes se rencontrent pour la 7e fois depuis 1981. Les Seminoles mènent les statistiques avec 5 victoires pour 2 défaites en ce y compris 2 victoires dans des bowls d'après-saison, la finale nationale de la saison 1993 et l'Orange Bowl de la saison régulière 1995.
Florida State est donnée favorite à 3 contre 1.

## Rankings
| 2011 | Semaines | Semaines | Semaines | Semaines | Semaines | Semaines | Semaines | Semaines | Semaines | Semaines | Semaines | Semaines | Semaines | Semaines | Semaines | Semaines | Semaines |
| Polls | 1        | 2        | 3        | 4        | 5        | 6        | 7        | 8        | 9        | 10       | 11       | 12       | 13       | Bowl     | Final*   |          |          |
| AP | # 16     | NC       | NC       | NC       | NC       | NC       | NC       | NC       | NC       | NC       | NC       | # 24     | # 23     | NC       | NC*      |          |          |
| Coaches | # 18     | NC       | NC       | NC       | NC       | NC       | NC       | NC       | NC       | NC       | NC       | # 25     | # 24     | NC       | NC*      |          |          |
| Harris | NE       | NE       | NE       | NE       | NE       | NE       | NC       | NC       | NC       | NC       | NC       | NC       | # 23     | NC       | NC*      |          |          |
| BCS | NE       | NE       | NE       | NE       | NE       | NE       | NE       | NC       | NC       | NC       | NC       | NC       | # 22     | NC       | NE*      |          |          |
| --- | -------- | -------- | -------- | -------- | -------- | -------- | -------- | -------- | -------- | -------- | -------- | -------- | -------- | -------- | -------- | -------- | -------- |
| NE indique que le classement n'est PAS EDITE à ce moment de la saison. - NC indique que l'équipe est NON CLASSEE dans le top 25. - # indique le ranking de l'équipe AVANT le début du match. - * indique le ranking final APRES le Bowl d'après-saison régulière. |          |          |          |          |          |          |          |          |          |          |          |          |          |          |          |          |          |